# Serbie au Concours Eurovision de la chanson 2018
La Serbie est l'un des quarante-trois pays participants du Concours Eurovision de la chanson 2018, qui se déroule à Lisbonne au Portugal. Le pays est représenté par Sanja Ilić & Balkanika et leur chanson Nova deca, sélectionnés via l'émission Beovizija 2018. La Serbie termine à la 19e place de la finale, recevant 113 points.

## Sélection
La Serbie a annoncé sa participation le 7 août 2017. Le diffuseur a, par la suite, annoncé que son représentant serait sélectionné via une émission télévisée, contrairement aux deux années précédentes. Le diffuseur lance alors un appel à candidatures à cette sélection, fermant le 20 octobre 2017. Dix-sept artistes, choisis par un comité d'experts parmi les candidatures reçues, participeront à la finale nationale. Le vainqueur sera également déterminé par le vote d'un jury de professionnel et le télévote serbe. Une clause du règlement indique, par ailleurs, que les chansons candidates doivent être écrites dans l'une des langues nationales de la Serbie. C'est le 9 octobre 2017 qu'il est confirmé que l'émission de sélection sera en fait le Beovizija. Déjà utilisée comme sélection de 2007 à 2009, l'émission fait donc son grand retour. 
La date de la finale a été fixée au 20 février 2018. Elle est remportée par Sanja Ilić & Balkanika, qui représenteront donc la Serbie avec leur chanson Nova deca à l'Eurovision 2018.
| Ordre | Artiste                       | Chanson              | Télévote | Télévote | Jury | Total | Place |
| Ordre | Artiste                       | Chanson              | Voix     | Points   | Jury | Total | Place |
| ----- | ----------------------------- | -------------------- | -------- | -------- | ---- | ----- | ----- |
| 1     | SevdahBABY                    | Hajde da igramo sada | 262      | –        | –    | 0     | 12    |
| 2     | Beti Đorđević & Rambo Amadeus | Nema te              | 1 342    | 1        | 3    | 4     | 9     |
| 3     | Maja Nikolić                  | Zemlja čuda          | 2 110    | 3        | –    | 3     | 10    |
| 4     | Srđan & Emil                  | Bar da znam          | 327      | –        | –    | 0     | 12    |
| 5     | Ivan Kurtić                   | Ni sunca ni meseca   | 1 791    | 2        | 8    | 10    | 6     |
| 6     | Sanja Ilić & Balkanika        | Nova deca            | 14 698   | 12       | 12   | 24    | 1     |
| 7     | Koktel Balkan                 | Zato                 | 487      | –        | 1    | 1     | 11    |
| 8     | Boris Režak                   | Vila                 | 2 489    | 5        | 4    | 9     | 7     |
| 9     | Lana & Aldo                   | Jača od svih         | 631      | –        | –    | 0     | 12    |
| 10    | Dušan Svilar                  | Pod krošnjom bagrema | 5 403    | 8        | 7    | 15    | 3     |
| 11    | Igor Lazarević                | Beži od mene         | 1 308    | –        | –    | 0     | 12    |
| 12    | Saška Janks                   | Pesma za tebe        | 5 959    | 10       | 10   | 20    | 2     |
| 13    | Lord                          | Samo nek se okreće   | 2 884    | 6        | 6    | 12    | 4     |
| 14    | Danijel Pavlović              | Ruža sudbine         | 2 188    | 4        | 2    | 6     | 8     |
| 15    | BASS                          | Umoran               | 1 297    | –        | –    | 0     | 12    |
| 16    | Osmi Vazduh & Friends         | Probudi se           | 1 334    | –        | –    | 0     | 12    |
| 17    | Biber & DJ Niko Bravo         | Svatovi              | 4 981    | 7        | 5    | 12    | 5     |

## À l'Eurovision
La Serbie a participé à la deuxième demi-finale, le 10 mai 2018. Terminant à la 9e place avec 117 points, le pays se qualifie pour la finale du 12 mai 2018, où il termina à la19e place du classement avec 113 points.